# Montfort (Wisconsin)
Montfort – wieś w Stanach Zjednoczonych, w stanie Wisconsin, w hrabstwie Iowa.